# Zlatenek
Zlatenek je naselje v Občini Lukovica. V starih časih je bil v Zlatenku rudnik.